# Culbertson (Nebraska)
Culbertson je selo u američkoj saveznoj državi Nebraska. Prema popisu stanovništva iz 2010. u njemu je živjelo 595 stanovnika.